# Doksazosin
Doksazosin je alfa blokator koji se koristi pri liječenju hipertenzije i benigne hiperplazije prostate.

## Djelovanje
Doksazosin u osoba s hipertenzijom klinički značajno snižava krvni tlak što je rezultat smanjenja sustavnog vaskularnog otpora tj. širenja krvnih žila. Smatra se da doksazosin širi krvne žile selektivnom i kompetitivnom blokadom postsinaptičkih alfa-1-adrenergičkih receptora u krvnim žilama. Naime, blokadom tih receptora onemogućen je mehanizam kojim se krvne žile sužavaju i dolazi do širenja krvnih žila. Širenjem krvnih žila smanjuje se otpor protjecanju krvi (periferni vaskularni otpor) i krvni tlak počinje padati. 
Doksazosin se uzima jednom dnevno i sniženje krvnog tlaka održava tijekom čitavog dana, odnosno tijekom 24 sata nakon uzimanja lijeka. Krvni tlak se snižava postupno; najveće se sniženje tlaka obično događa 2-6 sati nakon uzimanja lijeka. Osim snižavanja krvnoga tlaka, doksazosin djeluje na lipide u krvi, uzrokujući signifikantno smanjenje ukupnih triglicerida i ukupnog kolesterola. Osim što djeluje na alfa-1-adrenergičke receptore u krvnim žilama, doksazosin blokira i alfa-1-adrenergičke receptore u mišićnoj stromi i kapsuli prostate, te u vratu mokraćnog mjehura. Time on u bolesnika sa simptomatskom benignom hiperplazijom prostate postiže značajno olakšanje simptoma.

## Primjena
Doksazosin se primjenjuje u liječenju hipertenzije i benigne hiperplazije prostate. Naviše se preporučuje muškarcima koji u isto vrijeme pate od hipertenzije i benigne hiperplazije prostate ("jednim udarcem dvije muhe"). Uobičajena je doza
2 do 4 mg jedanput na dan. U liječenju hipertenzije i može poslužiti kao početni lijek za kontrolu krvnog tlaka u većine bolesnika. 
U bolesnika čija hipertenzija nije adekvatno kontrolirana jednim antihipertenzivnim lijekom, doksazosin se može primijeniti u kombinaciji s ostalim lijekovima, npr. s tiazidnim diuretikom, blokatorom beta-adrenergičkih receptora, kalcijevim antagonistima ili ACE inhibitorima. Također, koristi se u liječenju otežanog mokrenja i simptoma povezanih s benignom hiperplazijom prostate (BHP). 
Doksazosin se može koristiti u hipertenzivnih ili normotenzivnih bolesnika s benignom hiperplazijom prostate. Dok promjene krvnog tlaka u normotenzivnih bolesnika s benignom hiperplazijom prostate nisu značajne, u bolesnika s hipertenzijom i benignom hiperplazijom prostate, oba se stanja učinkovito liječe samo doksazosinom.

## Nuspoajve
Nuspojave koje doksazosin može uzrokovati su omaglica, posebice prilikom ustajanja iz sjedećeg ili ležećeg položaja, vrtoglavica, glavobolja, umor/pospanost, slabost, edemi stopala ili potkoljenica, mučnina, začepljenost nosa i/ili curenje iz nosa (rinitis). Iznimno su rijetki slučajevi inkontinencije mokraće. Prijavljeni su izolirani slučajevi bolne perzistentne erekcije penisa.